# Municipio de Leroy (condado de Audubon)
El municipio de Leroy (en inglés: Leroy Township) es uno de los doce municipios ubicados en el condado de Audubon en el estado estadounidense de Iowa. En el año 2000 el municipio tenía una población de 2750 habitantes y una densidad poblacional de 28,8 personas por km². El territorio del municipio contiene una ciudad, Audubon, que además es la sede de condado.

## Geografía
El municipio de Leroy se encuentra ubicado en las coordenadas 41°43′50″N 94°55′14″O / 41.73056, -94.92056.